# Новосілки (Львівський район)
Новосі́лки — село в Україні, у Львівському районі Львівської області. Населення становить 438 осіб.

## Боротьба ОУН -УПА проти комунізму
2 липня 1945 року до с. Новосілка прибуло 12 стрибків з Перемишлян . Робили обшуки по селі, але нікого не зловили. Опісля цілком обрабували 4 господарства, та від'їхали.
11 липня 1945 року в с. Новосілка большевики знайшли одну криївку, з якої витягнули трьох хлопців. Одного з них, що втікав, вбили, а двох забрали зі собою. Крім того забрали одного 55-літнього чоловіка, одну жінку і дівчину..